# Ciánamid
A ciánamid egy szerves vegyület, képlete CN2H2. Ezt a fehér, szilárd anyagot a mezőgazdaság és a gyógyszeripar használja fel, valamint más szerves anyagoknak is alapanyaga. Kanadában, Európában és Japánban az alkoholról való leszokást segítő gyógyszerként alkalmazzák. A molekulában egy nitrilcsoport kapcsolódik egy aminocsoporthoz. Bár szerkezetében hasonlít a hidrogén-cianidra, nem annyira mérgező. A vegyület származékait szintén ciánamidoknak nevezik, leggyakoribb közülük a kalcium-ciánamid (CaCN2).

## Tautomerek
Mivel egy nukleofil és egy elektrofil oldal is van ugyanazon molekulán belül, a vegyület különböző reakciókba léphet saját magával. A ciánamidnak két tautomerje létezik, egy NCNH2 kapcsolódású, és egy HNCNH képletű (karbodiimid). Az NCNH2 forma dominál, de egyes reakciókban (pl. szililezés) a diimid forma lenne a fontosabb.
A ciánamid hajlamos a dimerizációra, 2-cianoguanidinná (diciándiamiddá) alakul. A bomlást gyorsítja a savas kémhatás, gátolja az alacsony hőmérséklet. A ciklikus trimer neve melamin.

## Előállítása, reakciói, felhasználása
A ciánamidot kalcium-ciánamid hidrolízisével állítják elő, azt pedig kalcium-karbidból gyártják a Frank-Caro folyamatban.
{\displaystyle \mathrm {CaCN_{2}+H_{2}O+CO_{2}\rightarrow CaCO_{3}+NCNH_{2}} }
Az átalakítást iszaposan végzik. Következtetésképpen, a ciánamid vizes oldatban kerül forgalomba.
A ciánamidra jellemző fő reakció savas protont tartalmazó vegyületek addicionálásával jár. Víz, kén-hidrogén és hidrogén-szelenid reakcióba lép ciánamiddal, közben karbamid, tiokarbamid és szelenokarbamid keletkezik a következőképpen:
{\displaystyle \mathrm {H_{2}NCN+H_{2}E\rightarrow H_{2}NC\left(E\right)NH_{2}} }
ahol E = O, S, Se
Ezúton a ciánamid dehidratálószerként viselkedik, így kondenzációs reakciókat idézhet elő. Alkoholok, tiolok és aminok hasonlóképpen reagálnak vele alkil-izokarbamidok, pszeudotiokarbamidok és guanidinek keletkezése közben. A cimetidin nevű fekély elleni gyógyszer ilyen folyamatban készül. Hasonló reakciók a ciánamid kétfunkciójúságát hasznosítják, így képeznek heterociklusos vegyületeket, ez utóbbi reakcióképesség az alapja számos gyógyszerészeti szintézisnek, például az imatinib aminopirimidin előállításának, valamint az amitrol (3-amino-1,2,4-triazole) és a hexazinon nevű mezőgazdasági vegyszer gyártásának. A Minoxidilnevű hajhullás elleni készítmény és a Albendazol, Flubendazol, Mebendazol féregölőszerek szintén ciánamidból vezethetők le.

## Környezeti vonatkozásai
A ciánamid hidrolízis útján karbamiddá alakul, ami kiváló trágyaként funkcionál. Egyes gombák, például a Myrothecium verrucaria képesek a folyamat felgyorsítására a ciánamid hidratáz enzim segítségével.

## Biztonság
Az emberi szervezetre közepesen erős méreg. A hidrogén-ciánamid-sprének kitett munkahelyeken dolgozó embereknél légzőszervi irritáció, kontakt dermatitisz, fejfájás volt megfigyelhető, valamint hányinger, hányás, hasmenés is jellemző volt.

## Fordítás
Ez a szócikk részben vagy egészben  a   Cyanamide című angol Wikipédia-szócikk ezen változatának fordításán alapul.  Az eredeti cikk szerkesztőit annak laptörténete sorolja fel. Ez a jelzés csupán a megfogalmazás eredetét és a szerzői jogokat jelzi, nem szolgál a cikkben szereplő információk forrásmegjelöléseként.